# Nicolás de Ovando
Nicolás de Ovando (Brozas ou Cáceres, 15451 ou 1460 – Sevilha, 29 de maio de 1511)  foi um militar e governador colonial espanhol.
Era filho do capitão Diego de Cáceres Ovando e de Isabel Flores. Aos 18 anos foi armado cavaleiro da Ordem de Alcântara, participando nos anos seguintes em vários capítulos (reuniões) e atuando como visitador.
Em setembro de 1501 foi nomeado Governador das Índias (Antilhas) pela coroa espanhola e enviado para a América. Chegou a São Domingos, na Ilha de São Domingos, em 15 de abril de 1502. 2 500 pessoas das mais variadas profissões acompanharam Ovando na travessia, distribuídos em trinta naus.
Organizou a mudança da povoação de Santo Domingo da margem direita para a margem esquerda do rio Ozama. Ali traçou os lotes da colônia de uma maneira planejada e regular e promoveu a edificação de um convento franciscano, uma casa de governo e muitas casas de tijolos e pedra para os moradores. Também levantou uma fortaleza — a Fortaleza Ozama — para proteger a entrada do rio e do porto.
Em 1509, Nicolás de Ovando foi sucedido no cargo de governador por Diogo Colombo, filho do grande navegador.